# الحركة الاشتراكية القومية في هولندا
الحركة الاشتراكية القومية في هولندا (بالهولندية: Nationaal-Socialistische Beweging in Nederland، تنطق بالهولندية: [ nɑtsjo:na:l so:ʃa:lɪstisə bəʋe:ɣɪŋ ɪn ne:dərlɑnt]، NSB) كان حزبا سياسيا هولنديًا فاشيًا وفيما بعد نازيًا. وكحزب برلماني مشارك في الانتخابات التشريعية حقق حزب الحركة الاشتراكية القومية بعض النجاح خلال عقد 1930. وظل الحزب القانوني الوحيد في هولندا معظم الحرب العالمية الثانية.

## معرض صور

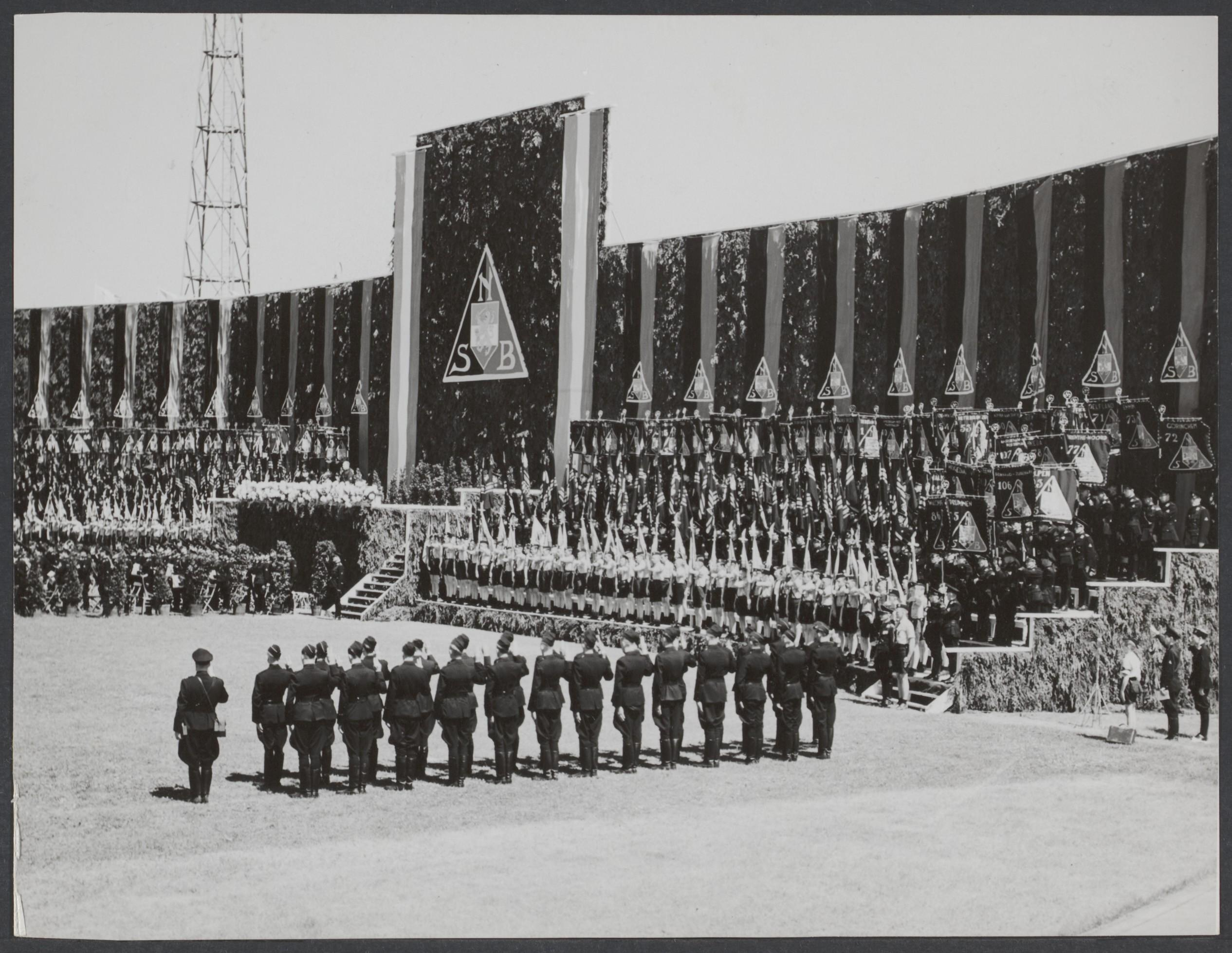
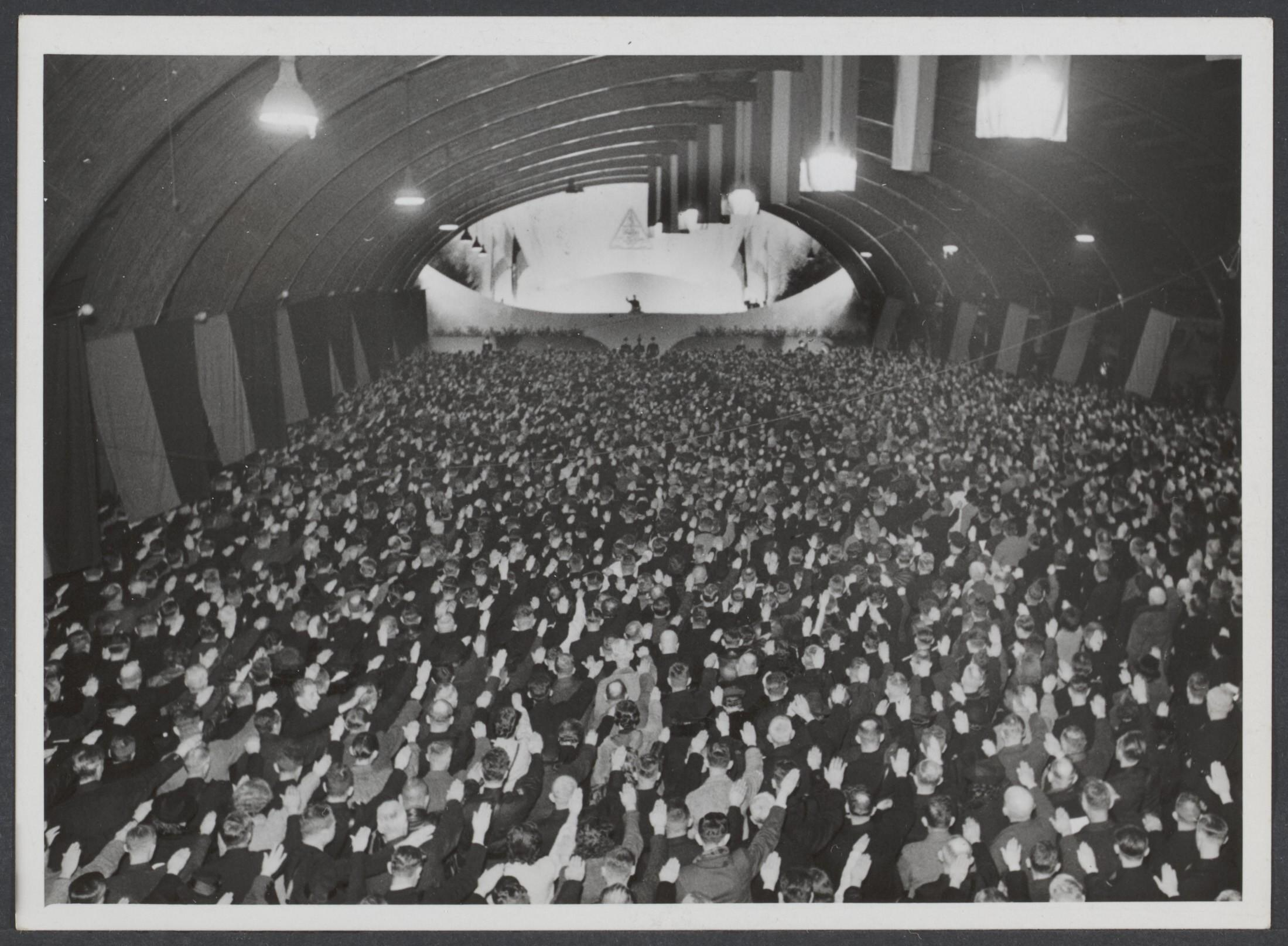
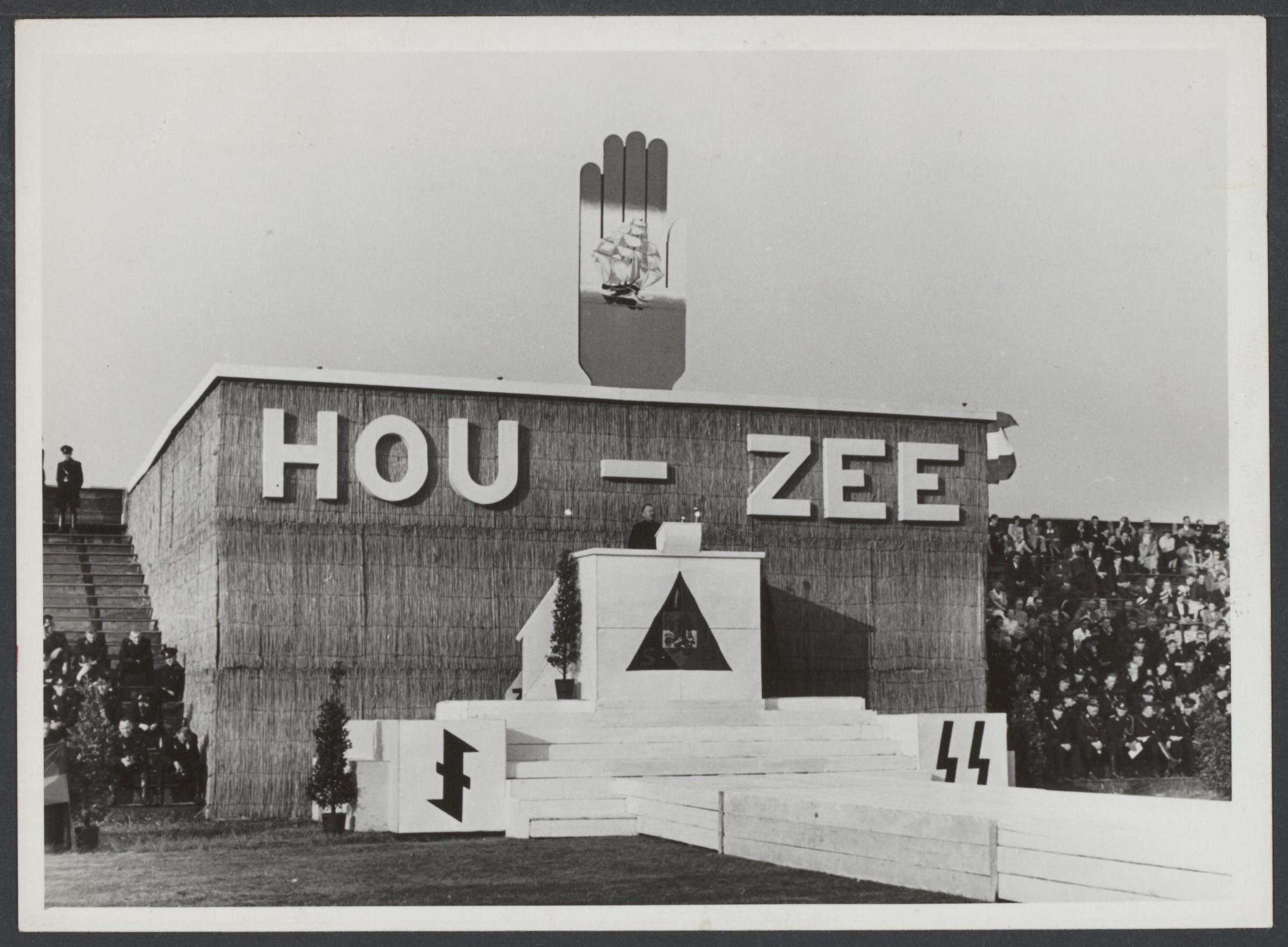